# Dendrothuria
Dendrothuria is een geslacht van zeekomkommers uit de familie Synallactidae.

## Soorten
- Dendrothuria megalopharynx (Sluiter, 1901)
- Dendrothuria similis Koehler & Vaney, 1905